# Alejandro de Vía Claudia
Alejandro de Vía Claudia (f .Baccano, s. II), también llamado Alejandro de Baccano, fue un obispo romano del siglo II. Fue ejecutado por su fe, por lo que es considerado como un mártir santo por la Iglesia católica. Su memoria litúrgica se celebra el 21 de septiembre.

## Hagiografía
Alejandro fue elegido obispo de una región cercana a Roma. Se hizo célebre por sus presuntos milagros y sus curaciones.

### Martirio
Alejandro fue apresado, torturado y finalmente ejecutado en Baccano, en la Via Claudia Augusta, importante camino cercano a Roma, en el siglo II, por órdenes del emperador Antonino Pío.

### Culto
Los restos de Alejandro fueron trasladados a Roma en el siglo IV. Su epitafio fue hecho por el papa Dámaso. Es venerado el 21 de septiembre.